# Inégalité de Boole
Pour les articles homonymes, voir Boole.
L'inégalité de Boole est un résultat fondamental en théorie des probabilités et en logique mathématique, qui traite des probabilités d'événements. Elle est souvent utilisée pour établir des bornes sur la probabilité d'un événement en fonction de la probabilité d'autres événements 
Inégalité de Boole — Pour une famille au plus dénombrable d'événements A1, A2, A3, …, on a :
{\displaystyle \mathbb {P} \left(\bigcup _{n}A_{n}\right)\leq \sum _{n}\mathbb {P} \left(A_{n}\right).}
En termes de la théorie de la mesure, l'inégalité de Boole exprime le fait qu'une mesure de probabilité est σ-sous-additive (comme toute mesure).
Conséquence — L'intersection d'une famille finie ou dénombrable d'évènements presque certains, B1, B2, B3, …,  est presque certaine (il suffit d'appliquer l'inégalité de Boole aux complémentaires des Bn).

## Inégalités de Bonferroni
Les inégalités de Bonferroni, dues à Carlo Emilio Bonferroni, généralisent l'inégalité de Boole. Elles fournissent des majorants et des minorants de la probabilité d'unions finies d'événements.
Inégalités de Bonferroni — Posons :
{\displaystyle S_{1}:=\sum _{i=1}^{n}\mathbb {P} (A_{i}),}
{\displaystyle S_{2}:=\sum _{i<j}\mathbb {P} (A_{i}\cap A_{j}),}
et pour 2 < k ≤ n,
{\displaystyle S_{k}:=\sum \mathbb {P} (A_{i_{1}}\cap \cdots \cap A_{i_{k}}),}
où la somme est effectuée sur tous les k-uplets strictement croissants d'entiers compris entre 1 et n.
Alors pour tout entier impair k tel que 1 ≤ k ≤ n
{\displaystyle \mathbb {P} \left(\bigcup _{i=1}^{n}A_{i}\right)\leq \sum _{j=1}^{k}(-1)^{j+1}S_{j},}
et pour tout entier pair k tel que 2 ≤ k ≤ n
{\displaystyle \mathbb {P} \left(\bigcup _{i=1}^{n}A_{i}\right)\geq \sum _{j=1}^{k}(-1)^{j+1}S_{j}.}
On retrouve l'inégalité de Boole pour k = 1.